# Drosophila pentafuscata
Drosophila pentafuscata este o specie de muște din genul Drosophila, familia Drosophilidae, descrisă de Gupta și Kumar în anul 1986. Conform Catalogue of Life specia Drosophila pentafuscata nu are subspecii cunoscute.